# Securitate
Securitate (rumunsky: Bezpečnost, oficiální název Departamentul Securității Statului) byla rumunská státní tajná policie. Současně plnila také úkoly špionáže a kontrašpionáže.
V poměru k počtu obyvatel Rumunska byla největší tajnou službou v bývalém socialistickém bloku. V roce 1990, před svým zánikem, měla podle odhadu 40 000 oficiálních, ale až 400 000 neoficiálních spolupracovníků.
Zřízena byla rozkazem 221/30 ze dne 30. srpna 1948 k „ochraně demokratických vymožeností a zajištění bezpečnosti lidové republiky proti vnějšímu i vnitřnímu nepříteli“. Fakticky její struktury fungovaly už od roku 1944, kdy komunisté infiltrovali rumunské ministerstvo vnitra.
Prvním ředitelem se stal generál NKVD Gheorghe Pintilie (rodným jménem Panteleimon Bondarenko), rezident OGPU v Rumunsku. Skutečná moc byla v rukách dvou sovětských generálů: Alexandra Nikolského a Vladimira Mazury. Původní počet příslušníků Securitate byl přibližně 4600 osob.
V roce 1951 se počet příslušníků zpětinásobil, současně s eskalací třídních bojů v Rumunsku. Na podnět Komunistické strany Rumunska Securitate začala odstraňovat protivníky režimu. Zřizovala pro ně vězeňské tábory, kde byli většinou popravení. V roce 1964 vláda vyhlásila všeobecnou amnestii a přibližně 10 000 osob bylo propuštěno z táborů. Po této amnestii začala Securitate ve velkém využívat občany Rumunska jako informátory. Posledním ředitelem Securitate byl jeden z nejbližších spolupracovníků Nicolae Ceusesca, generál Iulian Vlad. Ten byl po rumunské revoluci odsouzen k trestu 3 let odnětí svobody.
V 80. letech 20. století začala Securitate masivní kampaň potlačování nepokojů v zemi. V roce 1989 s pádem režimu Nicolaea Ceausesca zanikla také Securitate.

## Ředitelé Securitate
Ředitelé Securitate (Șef al Departamentului Securității Statului) byli také státními tajemníky a náměstky ministra na ministerstvu vnitra:
- Alexandru Draghici: září 1953 – 28. března 1957
- Ion Stănescu: 7. května 1968 – 24. dubna 1972
- Tudor Postelnicu: 7. března 1978 – 5. října 1987
- Iulian Vlad: 5. října 1987 – 22. prosince 1989

## Po roce 1989
Po roce 1991 rumunský parlament reorganizoval zpravodajské služby, z nichž vznikly:
- SRI (rumunsky: Serviciul Român de Informaţii) – kontrarozvědka
- SIE (rumunsky: Serviciul de Informaţii Externe ) – zahraniční rozvědka
- SPP (rumunsky: Serviciul de Protecţie şi Pază) – bezpečnost vysokých úředníků
- STS (rumunsky: Serviciul de Telecomunicaţii Speciale) – technické zpravodajství
- Gendarmerie (Jandarmeria Română)